# Михайловский район (Приморский край)
Миха́йловский райо́н — административно-территориальная единица (район) и муниципальное образование (муниципальный район) в Приморском крае России.
Административный центр — село Михайловка.

## История
4 января 1926 года образован Михайловский район с центром в селе Михайловка.
В феврале 1963 года Михайловский район упразднён, а его территория передана Уссурийскому району.
В январе 1965 года вновь образован Михайловский район с центром в селе Михайловка.

## География

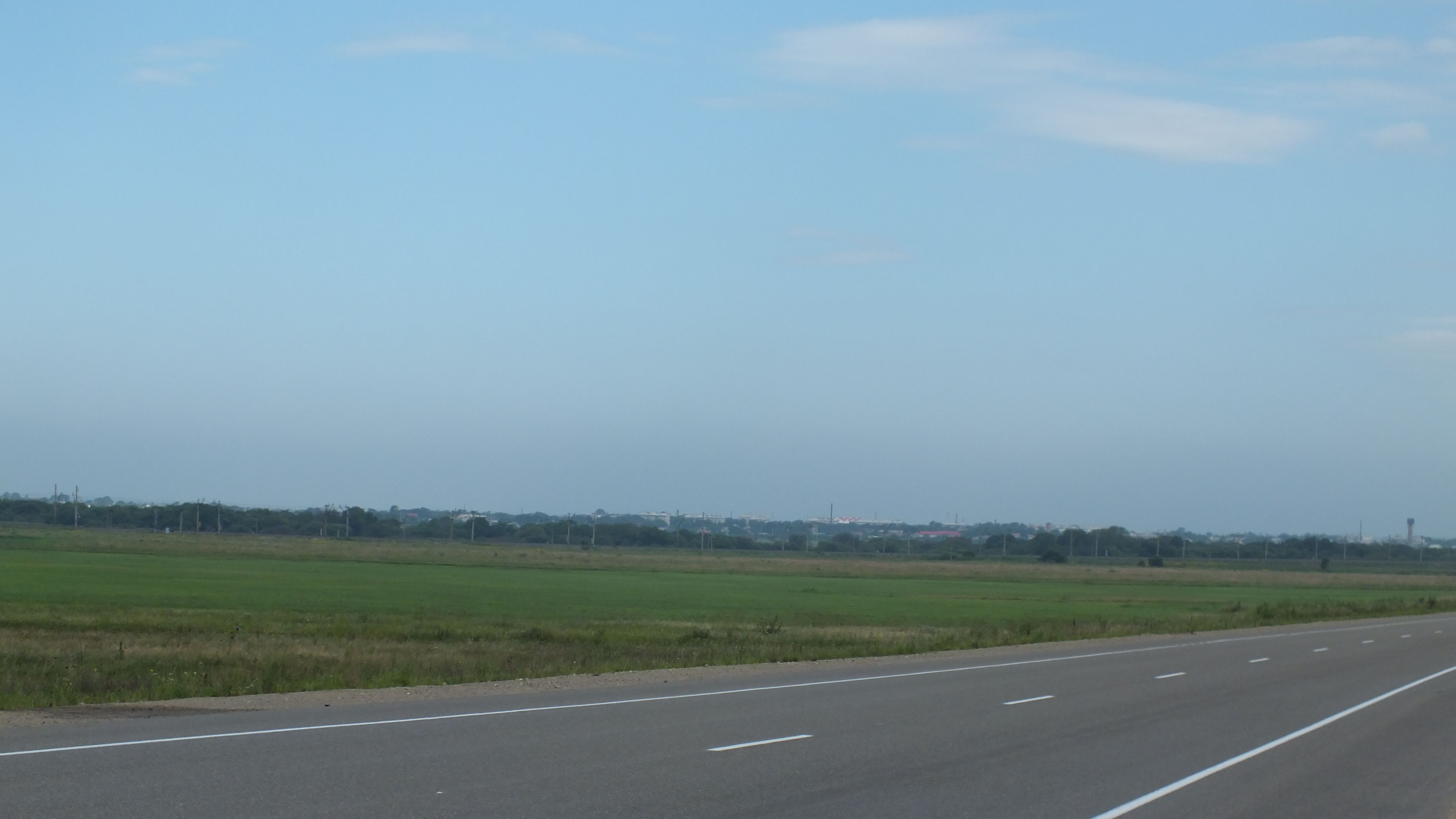
Село Михайловка, вид с автодороги «Уссури».

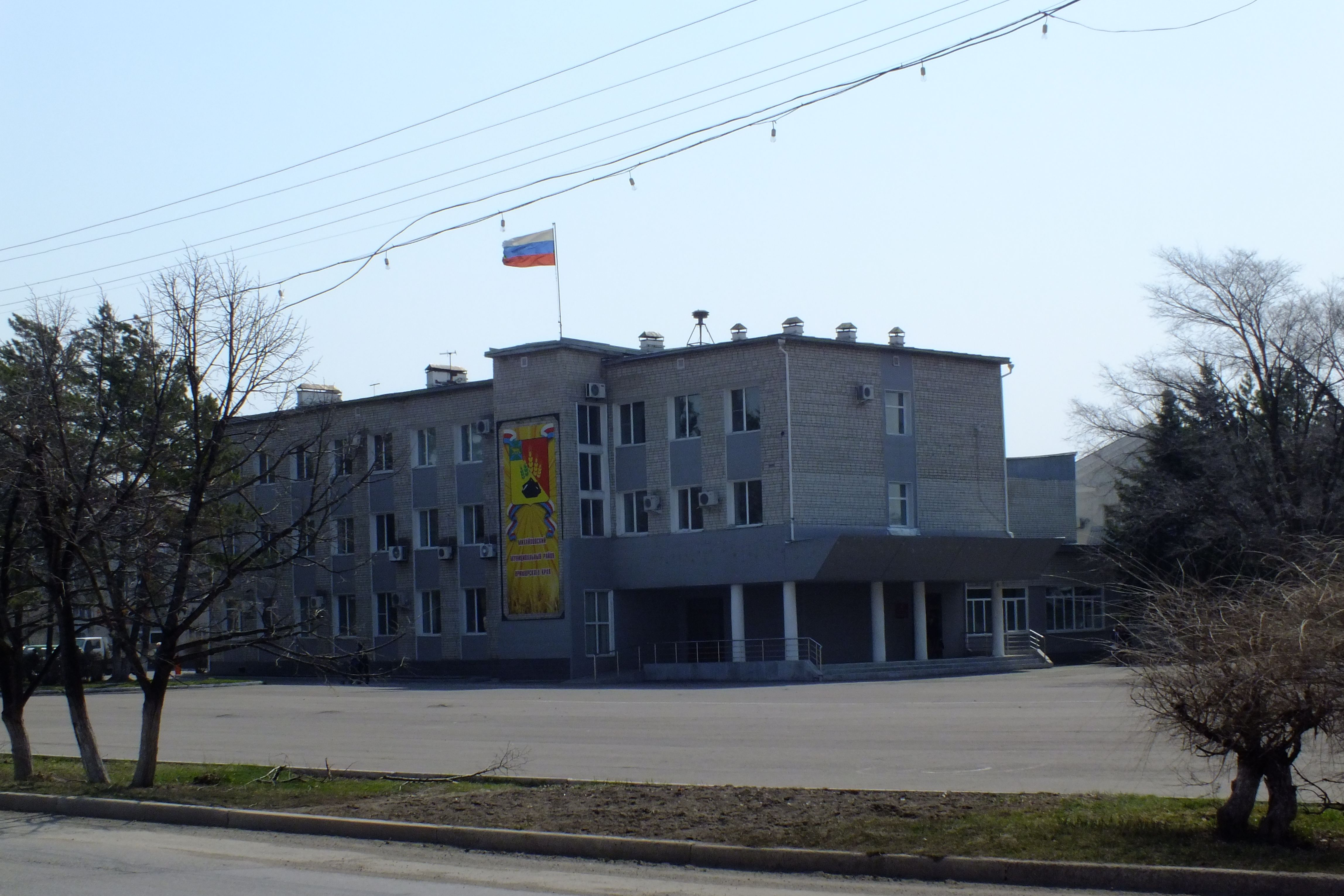
Здание администрации Михайловского района.

Район расположен в юго-западной части Приморского края. Граничит с Уссурийским городским округом, Анучинским, Октябрьским и Хорольским муниципальными округами, Шкотовским и Черниговским муниципальными районами. Площадь составляет — 2741,4 км². Михайловский район вытянут с северо-запада на юго-восток более чем на 100 км, ширина превышает 20 км.
На территории района представлено значительное разнообразие типов ландшафтов. На северо-западе находится Приханкайская низменность. Рельеф здесь равнинный с небольшими мелкосопочными массивами, с относительными превышениями до 210 м (г. Третячка). Здесь преобладает лесостепь с небольшими степными участками. Большая часть территории — обрабатываемые земли. Центральная часть района находится в предгорьях Сихотэ-Алиня. Долины рек здесь широкие, значительную площадь занимают предгорные равнины, но возрастает площадь, занимаемая низкогорьем. Абсолютные высоты увеличиваются от 440 м (г. Камчатка) до 795 м (г. Чёрная).
Ландшафты — широколиственные леса, чередующиеся с полями на равнинах; в горах — широколиственный, местами смешанный лес. Юго-восточную часть района занимает Шкотовское плато. Долины рек здесь узкие, с крутыми бортами, водоразделы широкие, плоские. Абсолютные высоты нарастают к юго-востоку, достигая максимальных значений на границе района, в центре плато. Здесь находится высшая точка Шкотовского плато и всего Михайловского района — безымянная отметка 907 м. Ландшафты — преимущественно смешанный лес.
Крупнейшая река района — Илистая, её верхнее и частично среднее течение. Крупнейшее естественное озеро — оз. Барабаши, площадью ок. 0,23 км2. Также имеется водохранилище в Озёрной пади, площадью ок. 1,4 км2

## История
Михайловский район Приморского края был образован 4 января 1926 года.

## Население
| 1926    | 1929    | 1931    | 1939    | 1959    | 1970    | 1979    | 1989    | 1991    |
| ------- | ------- | ------- | ------- | ------- | ------- | ------- | ------- | ------- |
| 30 657  | ↗32 679 | ↗37 300 | ↘21 157 | ↗28 645 | ↗33 001 | ↗37 639 | ↗44 150 | ↗44 700 |
| 1992    | 1996    | 2002    | 2006    | 2008    | 2009    | 2010    | 2011    | 2012    |
| ↘44 500 | ↘43 151 | ↘37 541 | ↘36 700 | ↘36 400 | ↗37 198 | ↘34 437 | ↘34 408 | ↘33 603 |
| 2013    | 2014    | 2015    | 2016    | 2017    | 2018    | 2019    | 2020    | 2021    |
| ↘32 941 | ↘32 216 | ↘31 428 | ↘30 954 | ↘30 238 | ↘29 483 | ↘28 666 | ↘28 383 | ↗29 311 |
| 2022    | 2023    | 2024    |         |         |         |         |         |         |
| ↘29 109 | ↘28 755 | ↘28 474 |         |         |         |         |         |         |

### Урбанизация
В городских условиях (пгт Новошахтинский) проживают 24,67 % населения района.

## Муниципально-территориальное устройство
В Михайловский муниципальный район входят 7 муниципальных образований, в том числе 1 городское поселение и 6 сельских поселений.
| № | Муниципальное образование          | Административный центр | Количество населённых пунктов | Население (чел.) | Площадь (км²) |
| - | ---------------------------------- | ---------------------- | ----------------------------- | ---------------- | ------------- |
| 1 | Новошахтинское городское поселение | пгт Новошахтинский     | 2                             | ↘7403            | 135,15        |
| 2 | Григорьевское сельское поселение   | село Григорьевка       | 4                             | ↘1556            | 27,41         |
| 3 | Ивановское сельское поселение      | село Ивановка          | 8                             | ↘4612            | 361,50        |
| 4 | Кремовское сельское поселение      | село Кремово           | 3                             | ↘1886            | 233,49        |
| 5 | Михайловское сельское поселение    | село Михайловка        | 7                             | ↗10 078          | 222,77        |
| 6 | Осиновское сельское поселение      | село Осиновка          | 2                             | ↗1700            | 242,50        |
| 7 | Сунятсенское сельское поселение    | село Первомайское      | 5                             | ↘2002            | 258,50        |

## Населённые пункты
В Михайловском районе 31 населённый пункт, в том числе 1 городской населённый пункт (посёлок городского типа) и 30 сельских населённых пунктов.
| №  | Населённый пункт | Тип          | Население | Муниципальное образование          |
| -- | ---------------- | ------------ | --------- | ---------------------------------- |
| 1  | Новошахтинский   | пгт          | ↘7025     | Новошахтинское городское поселение |
| 2  | Абрамовка        | село         | ↘818      | Григорьевское сельское поселение   |
| 3  | Васильевка       | село         | ↗644      | Михайловское сельское поселение    |
| 4  | Горбатка         | село         | ↘318      | Ивановское сельское поселение      |
| 5  | Горное           | посёлок      | ↘1005     | Ивановское сельское поселение      |
| 6  | Григорьевка      | село         | ↘729      | Григорьевское сельское поселение   |
| 7  | Дальнее          | село         | ↘142      | Сунятсенское сельское поселение    |
| 8  | Даниловка        | село         | ↘523      | Осиновское сельское поселение      |
| 9  | Дубки            | село         | ↘132      | Григорьевское сельское поселение   |
| 10 | Зелёный Яр       | село         | ↘40       | Михайловское сельское поселение    |
| 11 | Ивановка         | село         | ↘2152     | Ивановское сельское поселение      |
| 12 | Кирпичное        | деревня      | ↗90       | Михайловское сельское поселение    |
| 13 | Кремово          | село         | ↘1092     | Кремовское сельское поселение      |
| 14 | Ленинское        | село         | ↘195      | Сунятсенское сельское поселение    |
| 15 | Лубянка          | село         | ↘187      | Ивановское сельское поселение      |
| 16 | Ляличи           | село         | ↘1033     | Кремовское сельское поселение      |
| 17 | Михайловка       | село         | ↘8618     | Михайловское сельское поселение    |
| 18 | Некруглово       | село         | ↘419      | Михайловское сельское поселение    |
| 19 | Николаевка       | село         | ↘638      | Ивановское сельское поселение      |
| 20 | Новое            | село         | ↘129      | Михайловское сельское поселение    |
| 21 | Новожатково      | село         | ↘214      | Григорьевское сельское поселение   |
| 22 | Осиновка         | село         | ↘1377     | Осиновское сельское поселение      |
| 23 | Отрадное         | село         | ↘132      | Ивановское сельское поселение      |
| 24 | Павловка         | село         | ↘358      | Новошахтинское городское поселение |
| 25 | Первомайское     | село         | ↘1397     | Сунятсенское сельское поселение    |
| 26 | Перелётный       | ж.д. станция | ↘103      | Кремовское сельское поселение      |
| 27 | Песчаное         | село         | ↘280      | Михайловское сельское поселение    |
| 28 | Родниковое       | село         | ↗184      | Сунятсенское сельское поселение    |
| 29 | Степное          | село         | ↘196      | Сунятсенское сельское поселение    |
| 30 | Тарасовка        | село         | ↘198      | Ивановское сельское поселение      |
| 31 | Ширяевка         | село         | ↘616      | Ивановское сельское поселение      |

## Символика
Михайловский район Приморского края имеет свои символы — флаг и герб.
Флаг района
Геральдическое описание флага Михайловского района:

Полотно разделено на две части. Вершина — червлённая. Символизирует процветание, могущество, силу, красоту и здоровье. Оконечность флага — лазоревая, символизирующая величие, верность, доверие, безупречность, а также развитие, движение, надежду, мечту.

Герб района

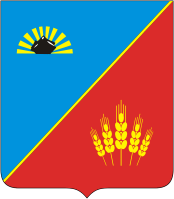
Старый герб

Решением думы Михайловского муниципального района от 26 октября 2006 года, был принят новый герб, заменивший действовавший с начала 2000-х годов. Геральдическое описание:

Щит скошен справа золотом и червленью. В золоте — чёрный камень, из-за которого поверх делений выходит пять колосьев: зелёные в золоте, золотые в червлении. В вольной части — герб Приморского края.

Геральдическое описание старого герба:

Щит скошен. В левом верхнем лазоревом поле стилизованное солнце, обремененное стилизованным каменным углём, символом возрождения угледобывающей промышленности. В червлённом нижнем поле стилизованные колосья — символ земледелия, богатства земли. Помещается в гербах городов и посадов, отличающихся земледелием.

## Экономика
Промышленность Михайловского района представлена семью основными отраслями: топливная, электроэнергетика, теплоэнергетика, лёгкая, пищевая, лесная и деревообрабатывающая, полиграфическая и промышленность строительных материалов.
Также в районе широко развито сельское хозяйство.